# Trésor (film, 2009)
Pour les articles homonymes, voir Trésor (homonymie).
Pour plus de détails, voir Fiche technique et Distribution.
Trésor est un film français réalisé par Claude Berri en 2009. Compte tenu de son état de santé, il fut assisté par François Dupeyron, qui achèvera le tournage à la suite du décès du cinéaste.
Le film n'a pas obtenu le succès escompté en salle.

## Synopsis
Jean-Pierre et Nathalie s'aiment depuis quatre ans. Pour fêter cet anniversaire, Jean-Pierre lui offre un cadeau inattendu, un adorable bulldog anglais de trois mois, prénommé « Trésor ». Mais très vite, la relation devient fusionnelle entre l'animal et Nathalie, ce que Jean-Pierre voit d'un mauvais œil.

## Fiche technique
- Titre : Trésor
- Réalisation : François Dupeyron et Claude Berri
- Conseiller technique : François Dupeyron
- Scénario : Claude Berri
- Dialogues : Claude Berri, Éric Assous
- Production : Pathé, Claude Berri pour Hirsch Productions, Nathalie Rheims, Richard Pezet
- Distribution : Pathé Distribution
- Musique : Frédéric Botton, Jean-Yves D'Angelo
- Costumes : Jacqueline Bouchard
- Durée : 85 minutes
- Genre : comédie
- Date de sortie : 11 novembre 2009

## Distribution
- Mathilde Seigner : Nathalie, la maîtresse de Tresor
- Alain Chabat : Jean-Pierre, le maître de Trésor
- Fanny Ardant : Françoise Lagnier
- Hélène Vincent : La mère de Nathalie
- Isabelle Nanty : Brigitte
- Stéphane Freiss : Fabrice
- Bruno Putzulu : Bruno
- Marine Delterme : Floriane
- Véronique Boulanger : Stéphanie
- Macha Méril : Madame Girardon
- Ginette Garcin : La dame
- Marie-Paule Belle : La pharmacienne
- Éric Naggar : Le pharmacien
- Laurent Spielvogel : Le vendeur de l'animalerie
- Jean-Michel Martial : Le vétérinaire
- Edouard Montoute : Un spectateur au défilé
- Gilles Janeyrand : Frédéric, le garagiste
- Cécile Bois : Véronique

## Production

### Attribution des rôles
Le rôle de Jean-Pierre a été proposé dans un premier temps à Yvan Attal.

## Accueil

### Box-office
Le film a fait 642 316 entrées.

## Autour du film
- Dernier film de Claude Berri, décédé 4 jours après le début du tournage. C'est son assistant, François Dupeyron, qui achève le film.
- Dernier film pour le compositeur Frédéric Botton, décédé entre-temps.
- À ne pas confondre avec Bambou, de Didier Bourdon, sorti quelques semaines auparavant.

### Éditions en vidéo
- Sortie DVD : 14 avril 2010.